# Комарнік
Комарнік (рум. Comarnic) — місто у повіті Прахова в Румунії. Адміністративно місту підпорядковані такі села (дані про населення за 2002 рік):
- Гіошешть (3466 осіб)
- Поду-Лунг (1207 осіб)
- Посада (1508 осіб)
- Пояна (3052 особи)

Місто розташоване на відстані 97 км на північ від Бухареста, 46 км на північний захід від Плоєшті, 45 км на південь від Брашова.

## Населення
За даними перепису населення 2002 року у місті проживали 13 378 осіб.
Національний склад населення міста:
| Національність | Кількість осіб | Відсоток |
| -------------- | -------------- | -------- |
| румуни         | 13366          | 99,9%    |
| угорці         | 6              | < 0,1%   |
| німці          | 3              | < 0,1%   |
| цигани         | 1              | < 0,1%   |
| серби          | 1              | < 0,1%   |
| італійці       | 1              | < 0,1%   |

Рідною мовою назвали:
| Мова       | Кількість осіб | Відсоток |
| ---------- | -------------- | -------- |
| румунська  | 13365          | 99,9%    |
| угорська   | 8              | 0,1%     |
| німецька   | 3              | < 0,1%   |
| сербська   | 1              | < 0,1%   |
| італійська | 1              | < 0,1%   |

Склад населення міста за віросповіданням:
| Релігія                                       | Кількість осіб | Відсоток |
| --------------------------------------------- | -------------- | -------- |
| православні                                   | 13330          | 99,6%    |
| римо-католики                                 | 20             | 0,1%     |
| бретрени                                      | 7              | 0,1%     |
| греко-католики                                | 5              | < 0,1%   |
| лютерани (Синодально-пресвітеріанська церква) | 5              | < 0,1%   |
| баптисти                                      | 4              | < 0,1%   |
| реформати                                     | 2              | < 0,1%   |
| п'ятдесятники                                 | 2              | < 0,1%   |
| адвентисти                                    | 1              | < 0,1%   |
| не вказали релігію                            | 2              | < 0,1%   |

## Зовнішні посилання
- Дані про місто Комарнік на сайті Ghidul Primăriilor